# Black Killer
Black Killer è un film italiano del 1971 diretto da Carlo Croccolo.

## Trama
A Tombstone, i criminali capeggiati da cinque fratelli O'Hara hanno già ucciso nove sceriffi, a indagare sulla vicenda ci sono l'avvocato James Weeb e il giovane Burt Collins, anche se quest'ultimo viene eletto come sceriffo.